# 幸田町立北部中学校
幸田町立北部中学校（こうたちょうりつ ほくぶちゅうがっこう）とは､愛知県額田郡幸田町にある公立の中学校である。

## 概要
- 幸田町立幸田小学校校区、及び幸田町立坂崎小学校校区の生徒が通学する[1]。

## 沿革
- 1989年（平成元年）4月 - 幸田町立幸田中学校から分離し、開校。
- 2018年（平成30年）3月 - 校舎を増築する。

## 交通アクセス
- JR東海東海道本線相見駅下車、徒歩約5分。

## 周辺施設
- 愛知県立幸田高等学校
- 岡崎市立福岡中学校
- 幸田町立幸田小学校
- 幸田町立坂崎小学校
- カメリアガーデン幸田
- 東海道本線相見駅